# Rosselraupenfänger
Der Rosselraupenfänger (Edolisoma rostratum) ist eine kaum erforschte Singvogelart aus der Familie der Raupenfänger (Campephagidae). Er ist auf der Insel Rossel im Louisiade-Archipel endemisch.

## Merkmale
Der Rosselraupenfänger erreicht eine Körperlänge von 24 bis 27 cm. Das adulte Männchen ist überwiegend schiefergrau mit einer schwarzen Gesichtsmaske, die sich von der Kehle bis auf die Ohrdecken erstreckt. Die Schwungfedern haben dunkle Zentren und helle Säume. Das adulte Weibchen ist lebhaft braun. Die Flügeldecken und Schwungfedern haben dunkle Zentren. Der Oberkopf und der Hals sind etwas gräulich-braun. Der dunkle Schwanz hat gelbbraune Ecken. Der Bürzel ist kräftig dunkel gebändert. Die Unterseite ist gelbbraun. Die Nackenseiten und die Brust sind unterschiedlich schwarz gebändert. Die dunkle Bänderung erstreckt sich über die Flanken und Seiten bis zur Bauchmitte. Das Gefieder der juvenilen und halbwüchsigen Vögel ist offenbar unbeschrieben.

## Systematik
Der Rosselraupenfänger wurde 1898 von Ernst Hartert als eigenständige Art Edoliosoma rostratum beschrieben. Anschließend galt er längere Zeit unter dem Namen Coracina tenuirostris rostrata als Unterart des Dünnschnabel-Raupenfängers (Edolisoma tenuirostre). Im Jahr 2016 erhielt er erneut Artstatus.

## Lebensraum und Lebensweise
Der Lebensraum ist nur wenig erforscht. Wahrscheinlich ist die Art auf Wälder und Waldrandhabitate beschränkt, ähnlich wie andere Taxa der Edolisoma-tenuirostre-Artengruppe. Im Jahr 2004 wurde ein Exemplar in einem Primärwald in der Nähe von Gärten beobachtet. Der Rosselraupenfänger ist ein Standvogel. Über seine Lebensweise ist nichts bekannt.

## Status
Seit Albert Stewart Meek im Jahr 1898 die Typusexemplare gesammelt hatte, gab es bis zum Jahr 2014 keine Nachweise über diese Art. Im Dezember 2014 gelang dem Ornithologen William Goulding die Wiederentdeckung, als er über einen Zeitraum von vier Tagen ein Exemplar beobachten konnte. Die IUCN listet den Rosselraupenfänger seit 2016 in der Kategorie „unzureichende Datenlage“ (data deficient). Trotz des kleinen Verbreitungsgebiets von 390 km² und fehlender Bestandserhebungen, wird die Population als stabil betrachtet. Zwischen 2000 und 2014 betrug die Entwaldungsrate auf Rossel weniger als 5 Prozent.